# Juan José de Caminos
Juan José de Caminos (Rosario, 24 de julio de 1910 - f. 30 de marzo de 1990) fue un político argentino, perteneciente a la Unión Cívica Radical del Pueblo, que ocupó el cargo de Gobernador de la Provincia de La Rioja en el periodo de  1963 al 1966. Fue uno de los pocos gobernadores radicales en la provincia, junto con Benjamín Rincón (1920-1924), Adolfo Lanús(1926-1929), Juan Zacarías Agüero Vera (1929-1930), Herminio Torres Brizuela (1958-1962) de la Provincia de La Rioja en toda la historia de aquella.

## Carrera
Nació en Rosario, siendo hijo de José Alejo de Caminos y de Elvira Vottero. Se casó con Marta Tala, con quien tuvo cuatro hijos. Militó en la Unión Cívica Radical, siendo delegado nacional. El Plan CONINTES (Conmoción Interna del Estado) fue un decreto del gobierno argentino, a pesar de ello sería arrestado en el marco del Plan Conintes promulgado por el presidente Arturo Frondizi en 1958, que declaraba un estado de excepción en el país ante la "intensa conmoción interior". En La Rioja este plan implicó la militarización de la provincia y la restricción de garantías constitucionales, afectando principalmente a la población civil y a la actividad política.
Las elecciones de 1963 estuvieron marcadas por la proscripción del partido mayoritario el PJ y la gran cantidad de los votantes peronistas, así como varios partidarios de Frondizi, que se encontraba encarcelado, se expresaron por medio del voto en blanco, lo que motivó que el 21.65% del electorado de la provincia sufragara de dicha manera, con la veda del peronismo en 1963 con Oscar Peñaloza Camet como vicegobernador. Se desempeñó entre 12 de octubre de 1963 y 28 de junio de 1966, cuando fue derrocado por la guarnición militar de La Rioja.
Durante su gestión se creó el Archivo Histórico de La Rioja, a través de un proyecto de un diputado justicialista, y el canal estatal de La Rioja (Canal 2). Fue derrocado por el golpe militar de 1966, designándose al comodoro Roberto Costa Martínez como gobernador de facto de la Provincia.